# 计算机科学家列表
這一列表列出最著名的電腦科學家。

## B
- 查爾斯·巴貝奇（Charles Babbage），英國發明家，電腦先驅。
- 蒂姆·伯纳斯-李（Tim Berners-Lee），萬維網發明者。

## C
- 琳·康維（Lynn Conway）

## D
- 艾兹赫尔·戴克斯特拉（Edsger Dijkstra），計算理論先驅，演算法研究者，戴克斯特拉算法發明人。

## F
- 马丁·福勒（Martin Fowler）

## G
- 詹姆斯·高斯林（James Gosling）– NeWS, Java

## H
- 約翰·軒尼詩（John Hennessy），MIPS科技公司創辦人。
- 東尼·霍爾（Tony Hoare），演算法研究者，快速排序發明人，圖靈獎得主。

## K
- 高德纳（Donald Ervin Knuth），計算理論與演算法研究者，曾寫作TeX。

## L
- 愛達·勒芙蕾絲 (Ada Lovelace) ，英國發明家，史上第一位程式設計師。

## M
- 高登·摩爾，英語：，工程師，Intel創始人之一，以摩爾定律著名。
- 克里夫·莫勒爾，英語：，美國數學家及計算機科學家，研究數值分析領域，MATLAB語言創立者，軟體公司邁斯沃克首席科學家，美國國家工程院院士（1997年2月14日獲選）。

## N
- 冯·诺伊曼（John von Neumann），計算理論與電腦系統結構先驅，號稱「電腦之父」。

## P
- 大衛·帕特森（David Patterson），電腦系統結構先驅，精簡指令集與RAID創始人之一。

## S
- 克勞德·香農（Claude Shannon），資訊理論創始人。
- 赫伯特·西蒙（Herbert A. Simon）
- 小蓋伊·史提爾（Guy Steele Jr.），程式語言理論家，Scheme與Emacs共同作者之一。
- 蓋伊·史提爾二世（Gerald Jay Sussman），程式語言理論家，Scheme共同作者之一，自由軟體基金會創始人之一。

## T
- 阿兰·图灵（Alan Turing），計算理論開山鼻祖。
- 罗伯特·塔扬（Robert Endre Tarjan）
- 林纳斯·托瓦兹（Linus Torvalds） – Linux内核, Git

## Y
- 姚期智，計算理論家，高德納獎與圖靈獎得主。